# Habarcq
Habarcq település Franciaországban, Pas-de-Calais megyében. Lakosainak száma 656 fő (2022. január 1.). Habarcq Capelle-Fermont, Noyellette, Lattre-Saint-Quentin, Montenescourt, Wanquetin, Agnez-lès-Duisans, Haute-Avesnes és Hermaville községekkel határos.

## Népesség
A település népességének változása:
| Lakosok száma | 677  | 678  | 696  | 676  | 667  | 659  | 658  | 657  | 656  |
|               | 2013 | 2015 | 2016 | 2017 | 2018 | 2019 | 2020 | 2021 | 2022 |